# نارون چینی
نارون چینی (نام علمی: Ulmus parvifolia)، یا نارون پوست‌توری، گونه‌ای بومی شرق آسیا از جمله سرزمین اصلی چین، تایوان، ژاپن، کره شمالی، کره جنوبی و ویتنام است. آن را به‌عنوان «یکی از خارق‌العاده‌ترین نارون‌ها که دارای ظرافت یک راش جنوبی برازنده هستند» توصیف کرده‌اند.
این درخت در سال ۱۷۹۴ توسط جیمز ماین به انگلستان معرفی شد که در چین برای گیلبرت اسلیتر (Gilbert Slater) از لولیتون، اِسِکس جمع‌آوری کرد.

## شرح

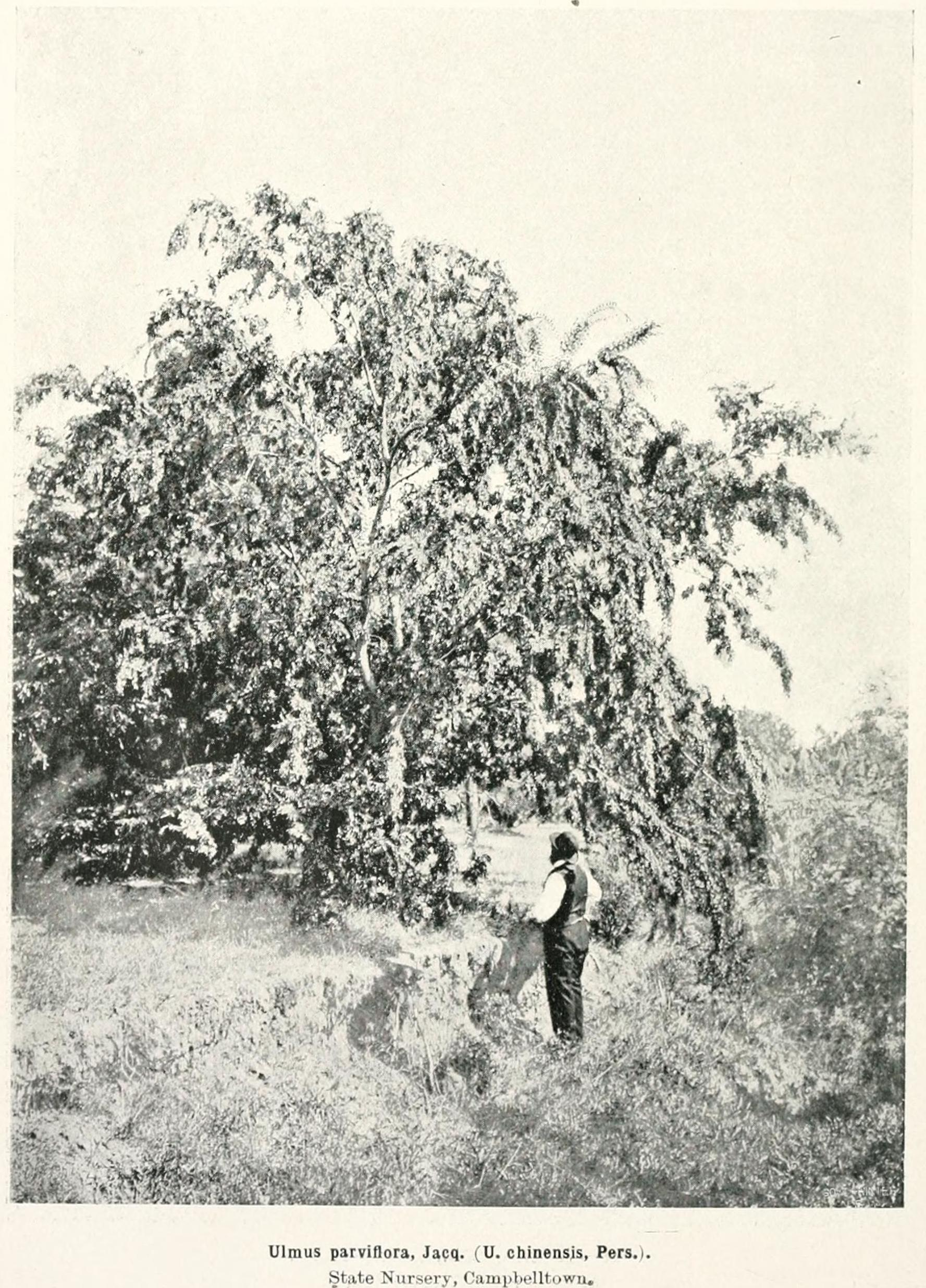
نارون چینی در پرورشگاه کمپبلتاون، نیو ساوت ولز، ۱۹۰۸.

درختی کوچک تا متوسط، برگریز، نیمه برگریز (به ندرت نیمه همیشه سبز) به ارتفاع ۱۰ تا ۱۸ متر و پهنای ۱۵ تا ۲۰ متر، تنه و تاج باریک. برگ‌های چرمی و درخشان سبز تک‌دندانه‌ای کوچک، ۲ تا ۵ سانتی‌متر طول و ۱ تا ۳ سانتی‌متر عرض دارند و اغلب تا اواخر دسامبر یا حتی ژانویه در اروپا و آمریکای شمالی نگهداری می‌شوند. گل‌های گرده‌افشانی شده در باد در اوایل پاییز کوچک و نامرئی تولید می‌شوند. میوه آن فندقه بالدار است، بیضوی تا بیضی شکل، ۱۰ تا ۱۳ میلی‌متر و عرض آن ۶ تا ۸ میلی‌متر است. فندقه بالدار عمدتاً بدون کرک است، بذر در مرکز یا به سمت راس بر روی یک ساقه به طول ۱ تا ۳ میلی‌متر قرار دارد. به سرعت بالغ می‌شود و تا اواخر پاییز پراکنده می‌شود. تنه دارای پوسته‌ای زیبا و پوسته پوسته از خاکستری خال‌دار با رنگ قهوه‌ای مایل به زرد و قرمز است و نام رایج دیگر آن، نارون پوست‌توری را ایجاد می‌کند، اگرچه زخم ناشی از از دست رفتن عمده شاخه‌ها می‌تواند منجر به زخم‌های بزرگ مانند شبه‌سرطان شود. پلوئیدی: ۲n = ۲۸.
بسیاری از پرستاران و جنگلبانان به اشتباه نارون پاکوتاه را که به سرعت در حال رشد، بیماری و عمر نسبتاً کوتاه با درختان ضعیف است، «نارون چینی» می‌نامیده‌اند. این امر به نارون واقعی چینی شهرت بدی داده است. این دو نارون گونه‌های بسیار متمایز و متفاوتی هستند. از جمله تفاوت‌های آشکار دیگر با افزایش سن پوست نارون پاکوتاه عمیقاً برجسته و شیاردار می‌شود و دارای ظاهری بسیار خشن و سیاه مایل به خاکستری است، در حالی که پوست صاف نارون چینی پوسته‌پوسته و لکه‌دار می‌شود و لکه‌های بسیار متمایز و روشن را نمایان می‌کند، از این رو مترادف نارون پوست‌توری برای نارون چینی واقعی.

## چوب و الوار
نارون‌ها، گردوی گرمسیری و زبان‌گنجشک همه دارای چوب بسیار سخت و محکمی هستند که آنها را برای مواردی مانند دسته ابزار، کمان و چوب بیس‌بال محبوب کرده است. نارون چینی سخت‌ترین نارون محسوب می‌شود. به دلیل سختی، استحکام و مقاومت بالا در برابر شکافتن، نارون چینی از همه چوب‌ها برای دسته‌های اسکنه و موارد مشابه استفاده می‌شود. از چوب نارون چینی بیشتر برای مبلمان، کابینت، روکش و کفپوش چوبی سخت استفاده می‌شود و همچنین استفاده‌های تخصصی مانند ساخت کمان بلند و دسته ابزار است. بیشتر چوب‌های الوار شده تجاری به‌طور مستقیم به جای تولیدکنندگان خرده‌فروشی چوب به تولیدکنندگان منتقل می‌شود.

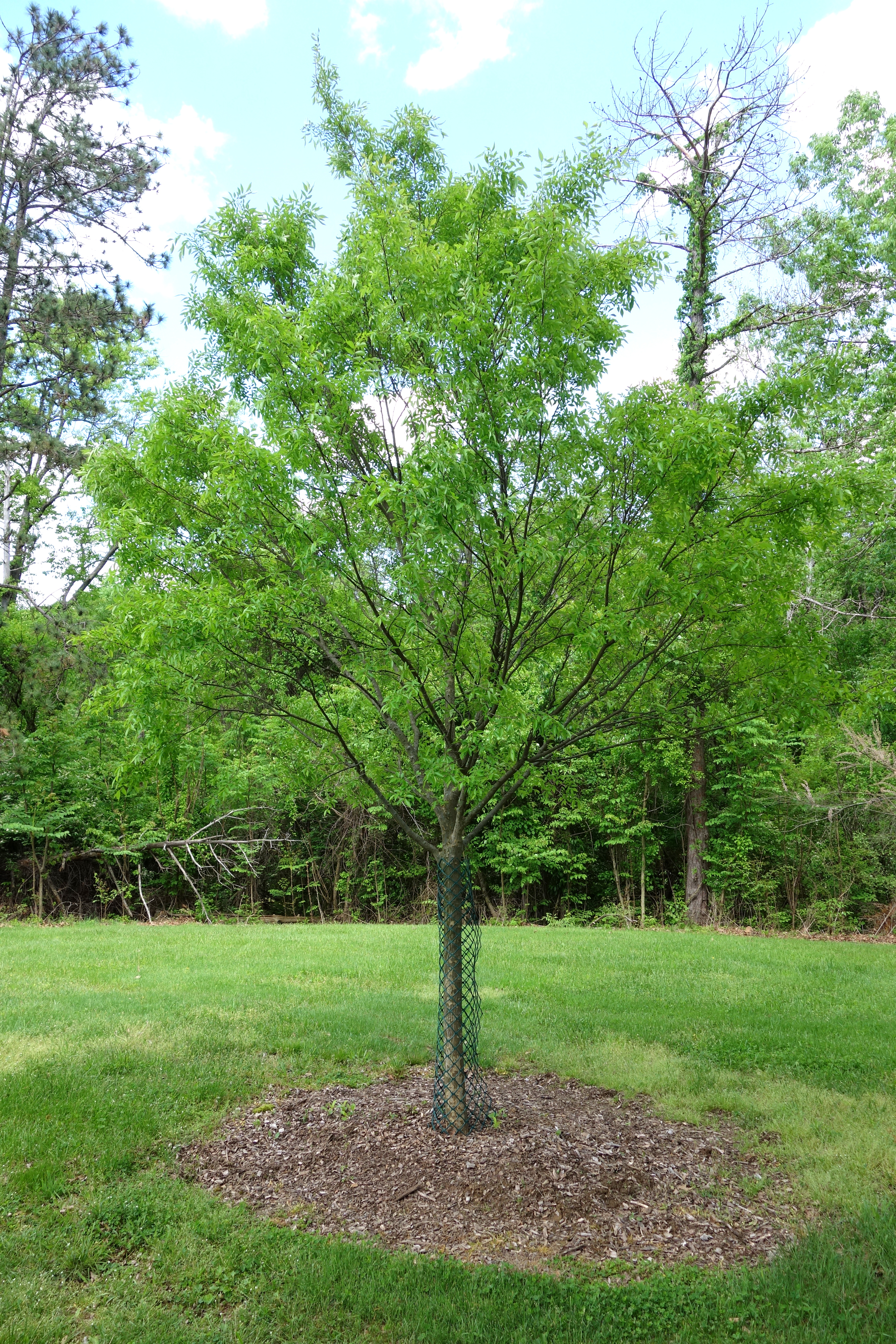
نارون چینی جوان در برگ‌های جدید
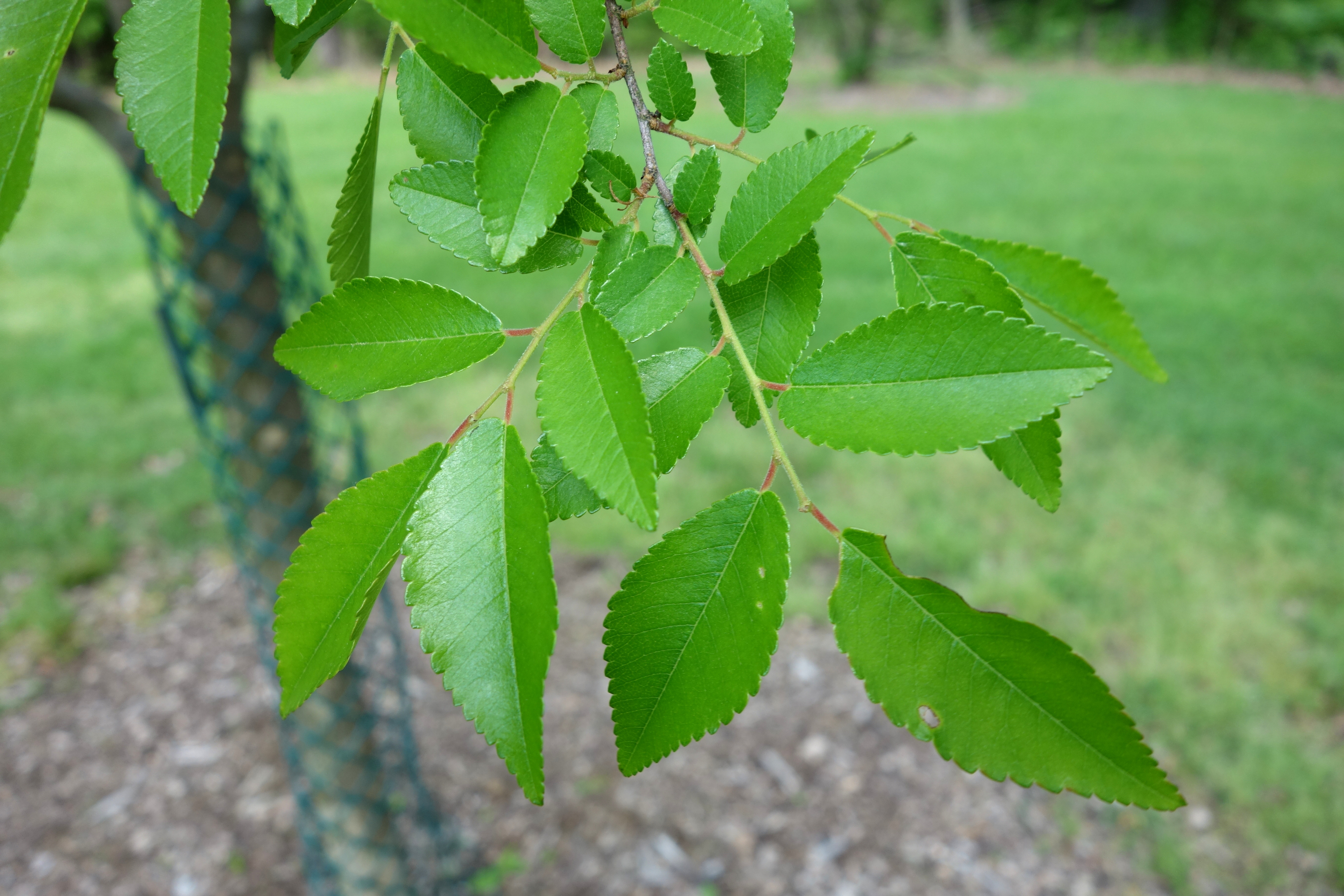
برگ‌های تازه
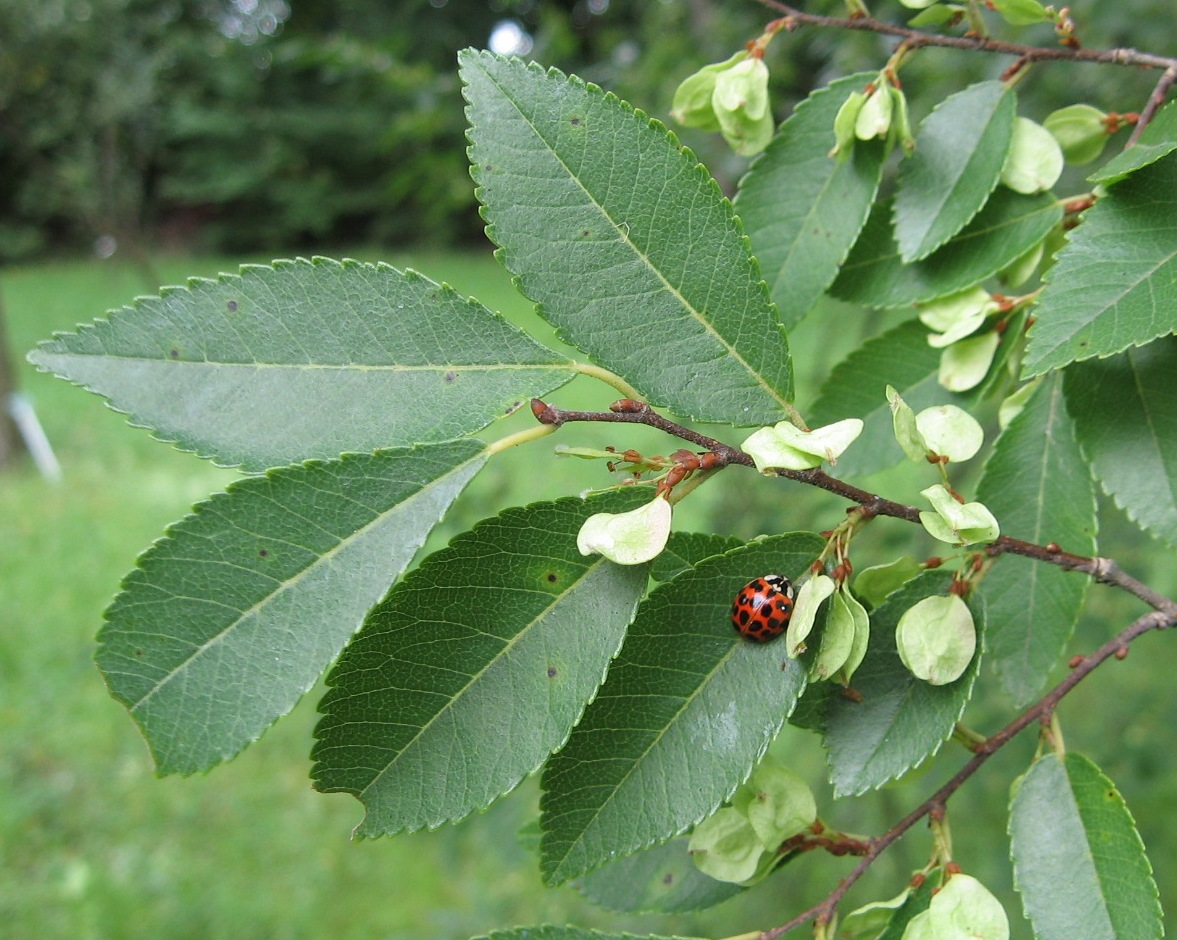
شاخ و برگ و میوه
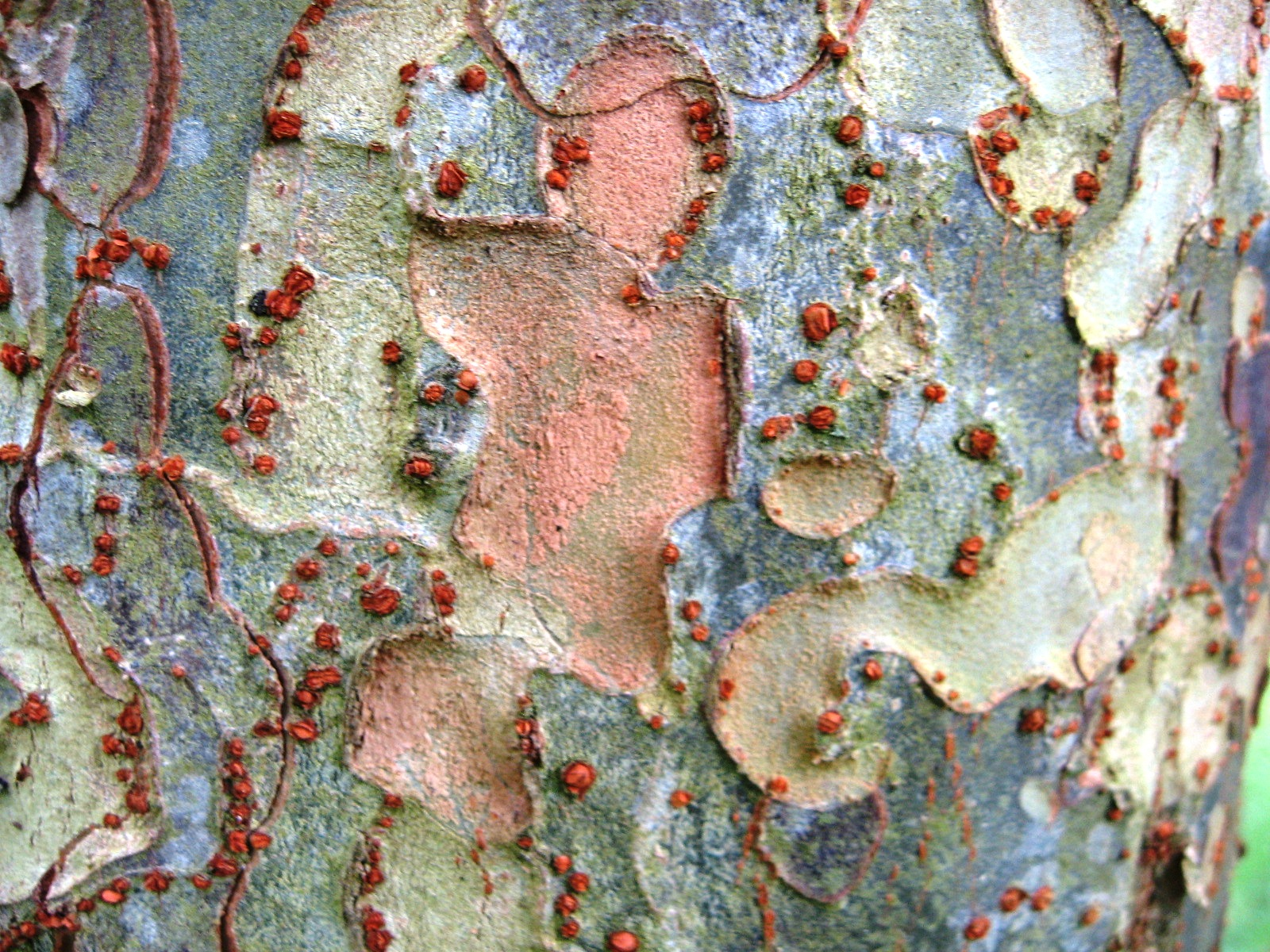
پوست درخت
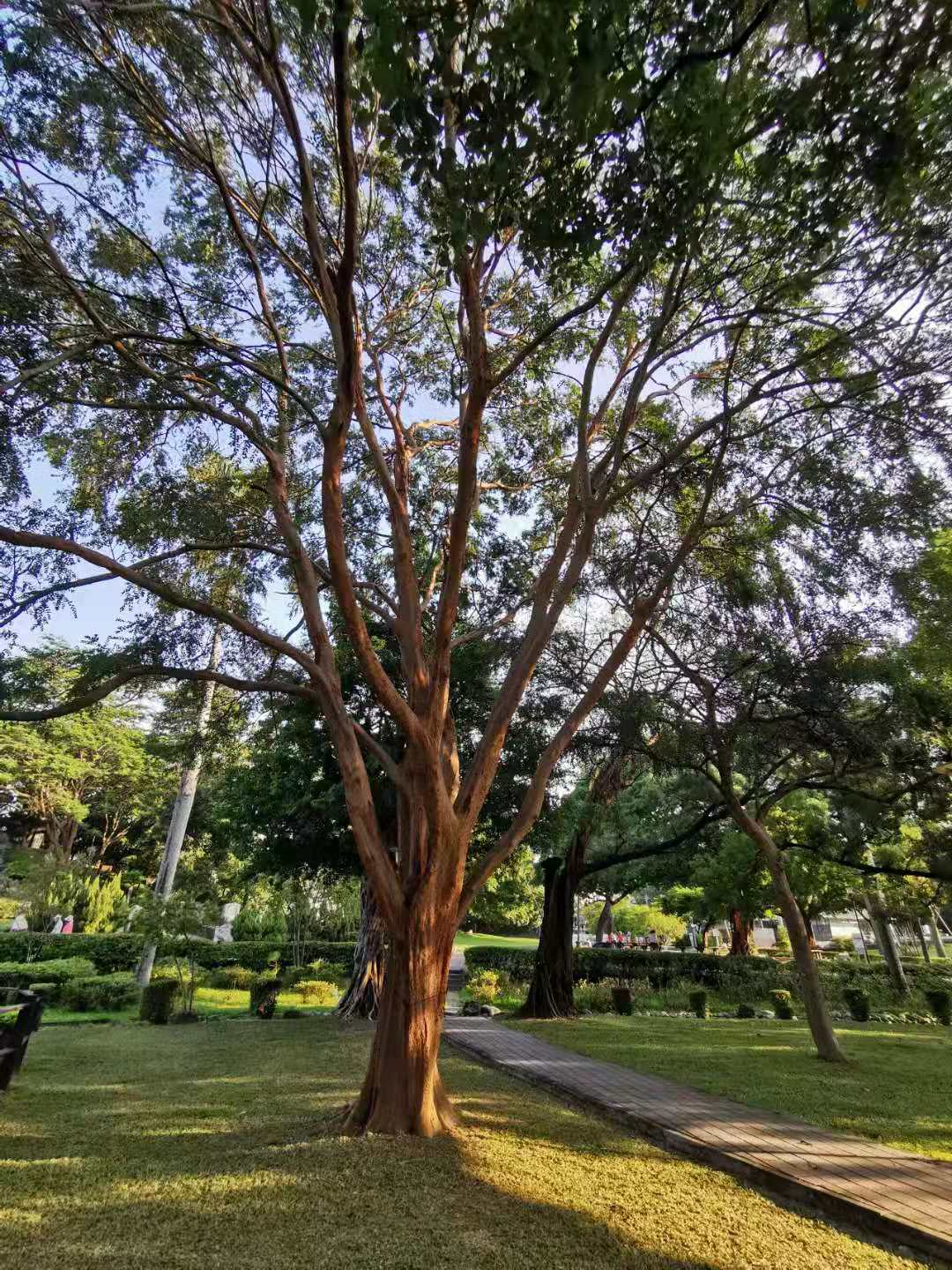
درخت کهنسال

درون‌چوب نارون چینی از رنگ قهوه‌ای مایل به قرمز تا برنزه یا گوشتی رنگ متغیر است در حالی که برون‌چوب درخت به رنگ سفید نزدیک می‌شود. گره چوب اغلب زیبا و چشمگیر هستند. برخلاف نارون‌های دیگر نارون چینی تازه بریده دارای بوی فلفلی و تند است. در حالی که به راحتی می‌چرخد و بدون تراش یک خراط خوب صیقل می‌گیرد و جزئیات را به خوبی حفظ می‌کند، چوب الیافی معمولاً برای حکاکی یا ابزارهای دستی بسیار سخت در نظر گرفته می‌شود. نارون چینی حاوی سیلیس است که بر چاقوها و اره‌های برقی سخت است، اما به راحتی سنباده می‌شود. مانند دیگر چوب‌های دارای گره در هم تنیده، سطوح باید بسیار تیز نگه داشته شوند تا از پاره شدن در حاشیه گره چوب جلوگیری شود. در بخار به راحتی خم می‌شود، پیچ‌ها را خوب نگه می‌دارد اما سوراخ‌های اولیه و سرپیچ شدن مورد نیاز است. این چوب تمایل به چوب «سرزنده» دارد و هنگام خشک شدن تمایل به پیچ خوردن و کج شدن دارد. این چوب مقاوم در برابر آب به راحتی بیشتر لک می‌گیرد.
طبقه‌بندی
زیرگونه‌ها، انواع و اشکال:
- Ulmus parvifolia var. coreana Nakai
- Ulmus parvifolia f. lanceolata Ueki

## آفت‌ها و بیماری‌ها
نارون چینی در برابر بیماری نارون هلندی (Dutch elm disease) بسیار مقاوم است اما مصون نیست. همچنین در برابر سوسک برگ نارون بسیار مقاوم است اما حساسیت متوسطی به زرده‌ای نارون (Elm yellows) دارد. در آزمایش‌ها موجود در پرورشگاه سانشاین اوکلاهما، این گونه به‌عنوان بهترین دارای مقاومت در برابر آفت‌ها حدود ۲۰۰ گونه شناخته شد با این حال کلینیک تشخیص گیاهان دانشگاه میزوری، شاخ و برگ را تنها تا حدی در برابر لکه سیاه رز مقاوم دانست.
شپشک بالش‌پنبه‌ای یا شپشک آردی، که اغلب توسط مورچه‌ها محافظت و «گله» می‌شوند، عسل چسبناک و شیرینی به وجود می‌آورند که می‌تواند برگ‌ها را کپک‌زده و با چکیدن روی خودروها و اثاثیه مزاحم جزئی باشد. با این حال هجوم شدید به درختان سالم یا آسیب‌های آشکار آنها غیرمعمول است.
در برخی از مناطق جنوبی ایالات متحده، قارچی به نام پوسیدگی ریشه تگزاس (Phymatotrichopsis omnivora) شناخته شده است که باعث مرگ ناگهانی نارون‌های پوست‌توری در هنگام آلوده شدن می‌شود.

## کشت

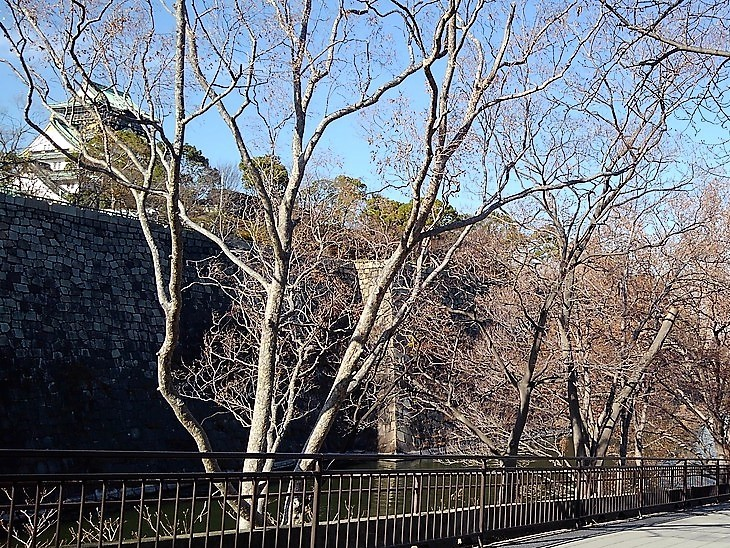
نارون چینی در اطراف قلعه اوزاکای ژاپن کاشته شده است.

نارون چینی یک درخت چشم‌انداز خشن است، برای استفاده در شرایط سخت کاشت مانند پارکینگ، در کاشت‌های کوچک در کنار خیابان‌ها و در میدان‌ها یا حیاط‌ها از مقاومت کافی برخوردار است. درختی است که می‌توان گفت همه جا در بین نارون‌ها وجود دارد که اکنون در همه قاره‌ها به جز قطب جنوب یافت می‌شود. این گیاه در پایان قرن ۱۸ به‌عنوان تزئینی به اروپا معرفی شد و در بسیاری از باغ‌های گیاه‌شناسی و باغچه‌ها یافت می‌شود.
این درخت در سال ۱۷۹۴ به ایالات متحده معرفی شد و در سال‌های اخیر به‌عنوان جایگزینی برای نارون آمریکایی از بین رفته در اثر بیماری نارون هلندی بسیار محبوب شده است. این درخت از سال ۱۸۵۷ در ویکتوریای استرالیا توزیع شد. در آغاز قرن بیستم، توسط Searl's Garden Emporium، سیدنی به بازار عرضه شد. در نیوزلند مشخص شد که برای مکان‌های بادگیر در امتداد ساحل مناسب است. این درخت معمولاً به عنوان زینتی در ژاپن به‌خصوص در اطراف قلعه اوساکا کاشته می‌شود.
نارون چینی یکی از سرسخت‌ترین گونه‌های چینی در برابر سرما است. در آزمایش انجماد مصنوعی در درختکاری مورتون. LT۵۰ (دمایی که در آن ۵۰٪ از بافتها می‌میرند) -۳۴ درجه سانتی‌گراد یافت شد.

## بونسای
نارون چینی به دلیل تنوع و توانایی آن در تحمل طیف وسیعی از شرایط دما، نور و رطوبت، به‌عنوان گونه بونسای یک انتخاب محبوب است و شاید تنها یکی از رایج‌ترین آنها باشد. به دلیل تحمل بالای هرس برای مبتدیان انتخاب خوبی محسوب می‌شود.

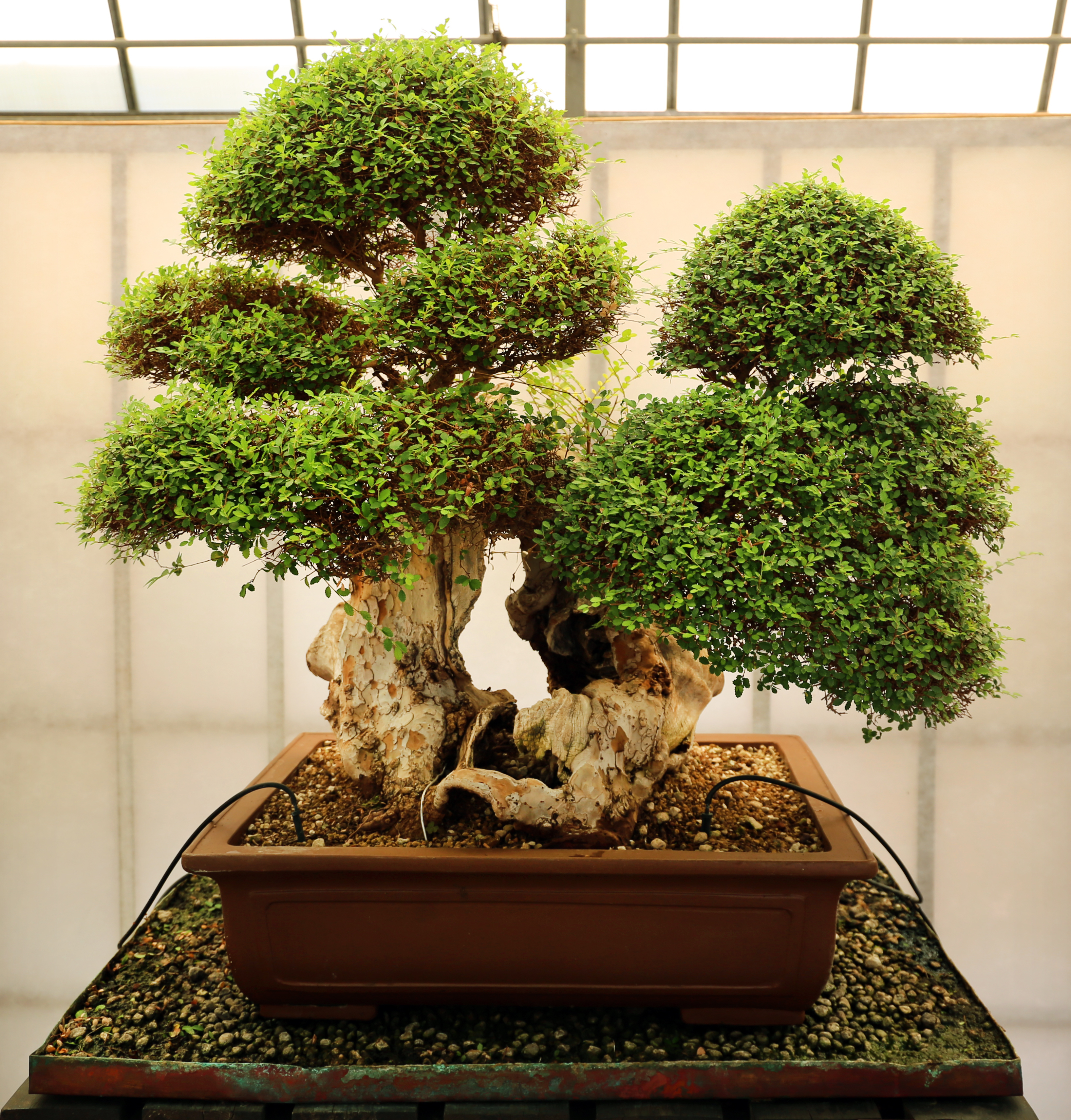
بونسای نارون چینی در سبک چند تنه، دارای بیش از ۱۰۰ سال عمر
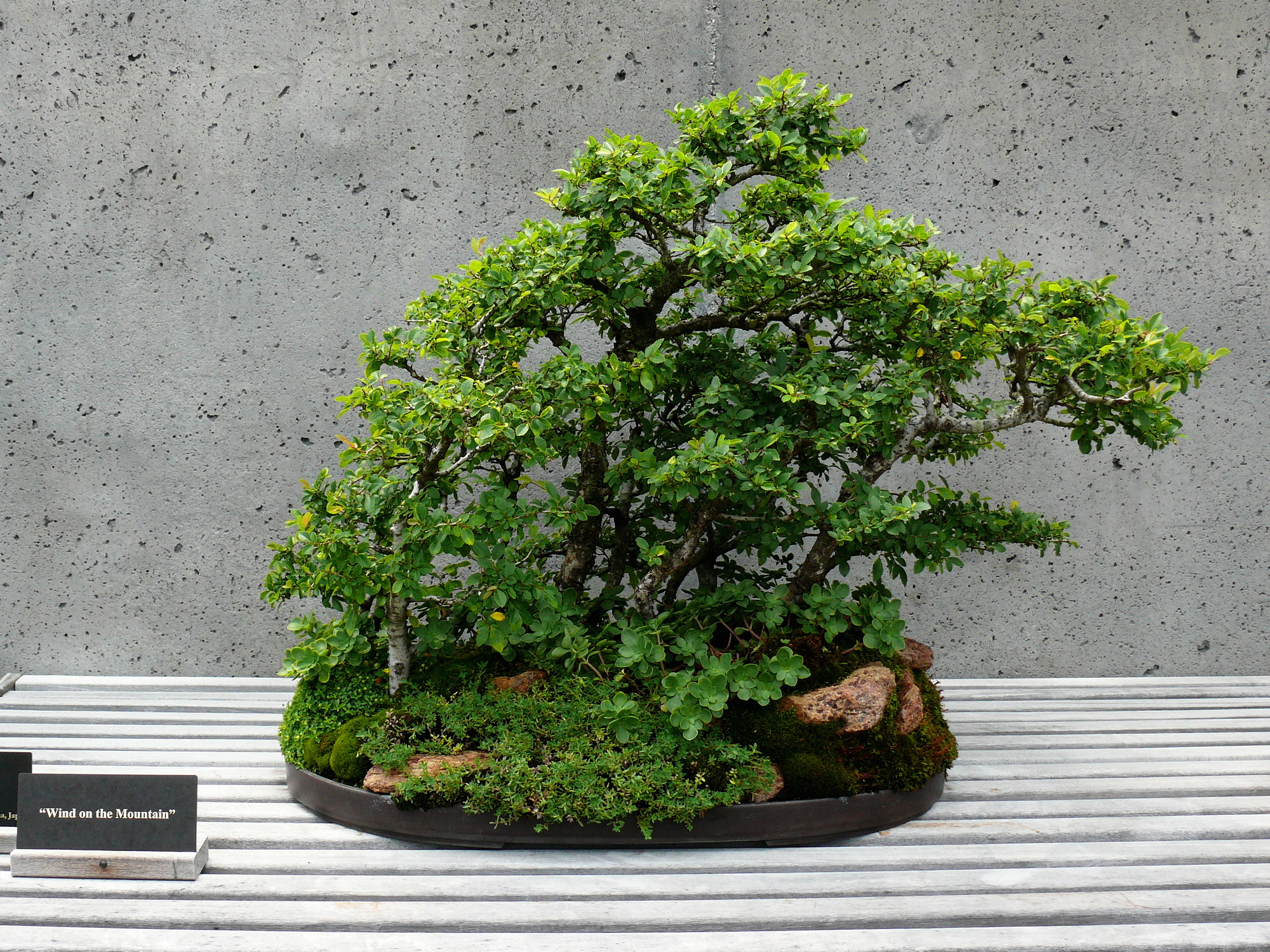
بونسای نارون چینی
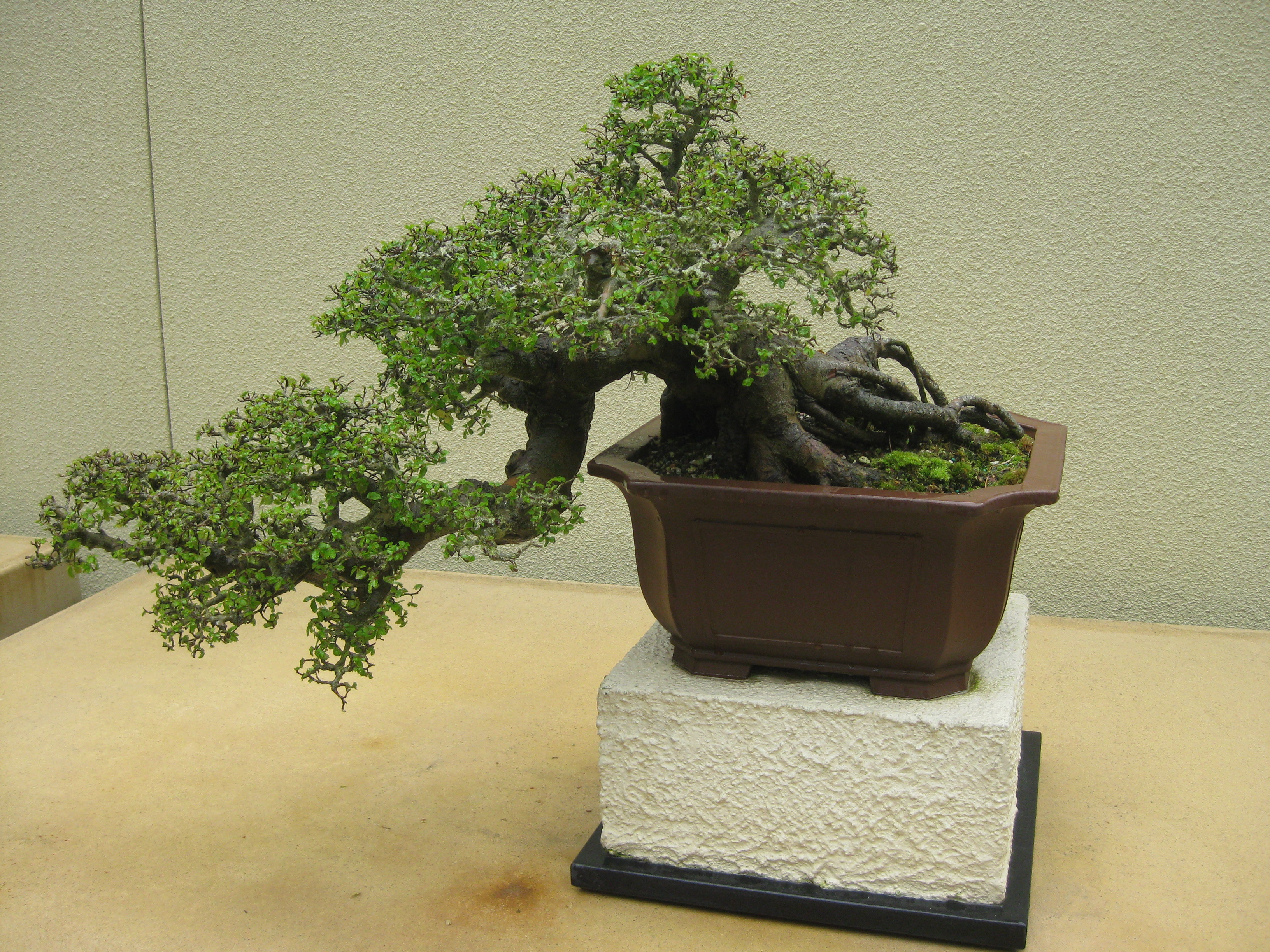
بونسای نارون چینی
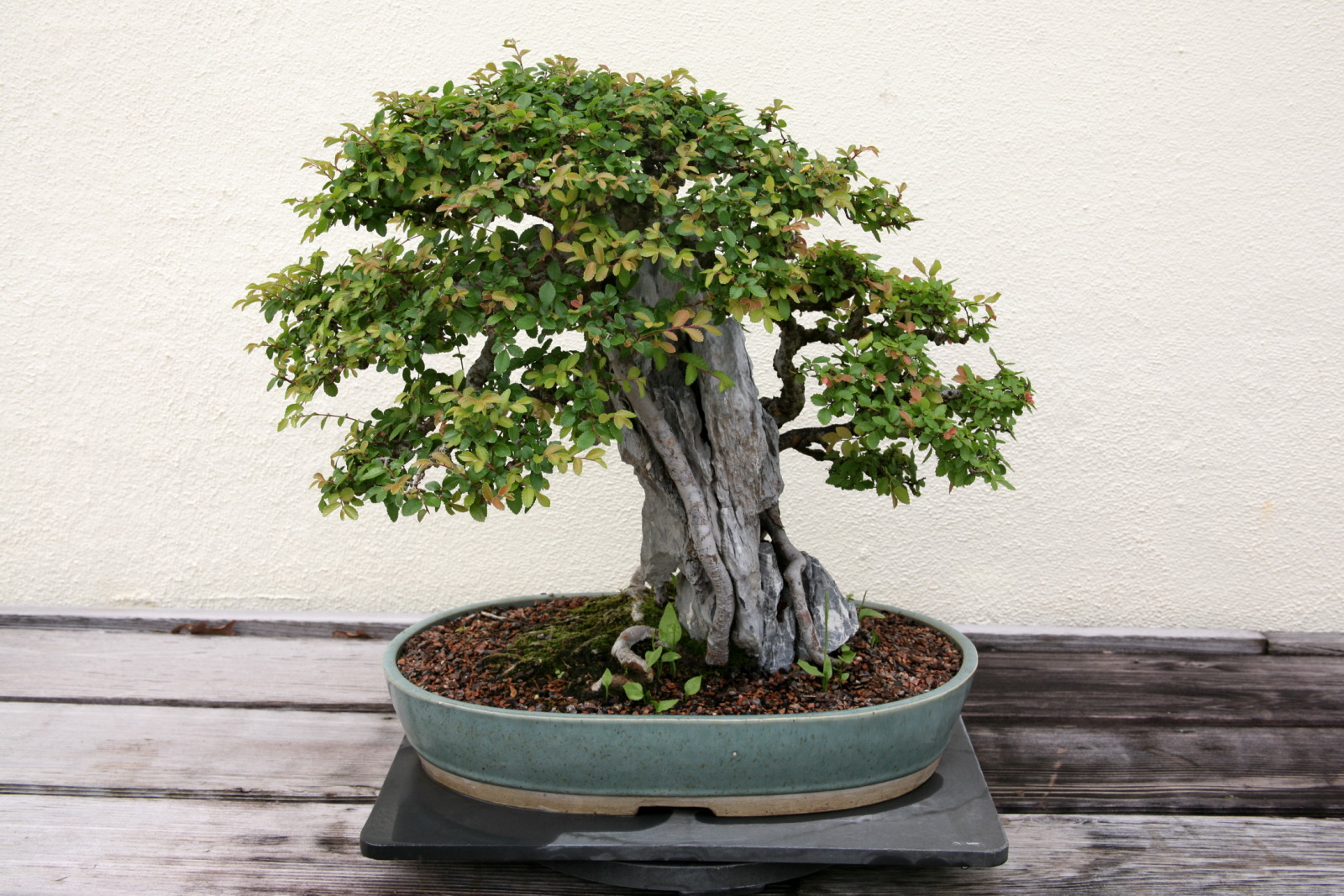
بونسای نارون چینی